# Teankum (miasto)

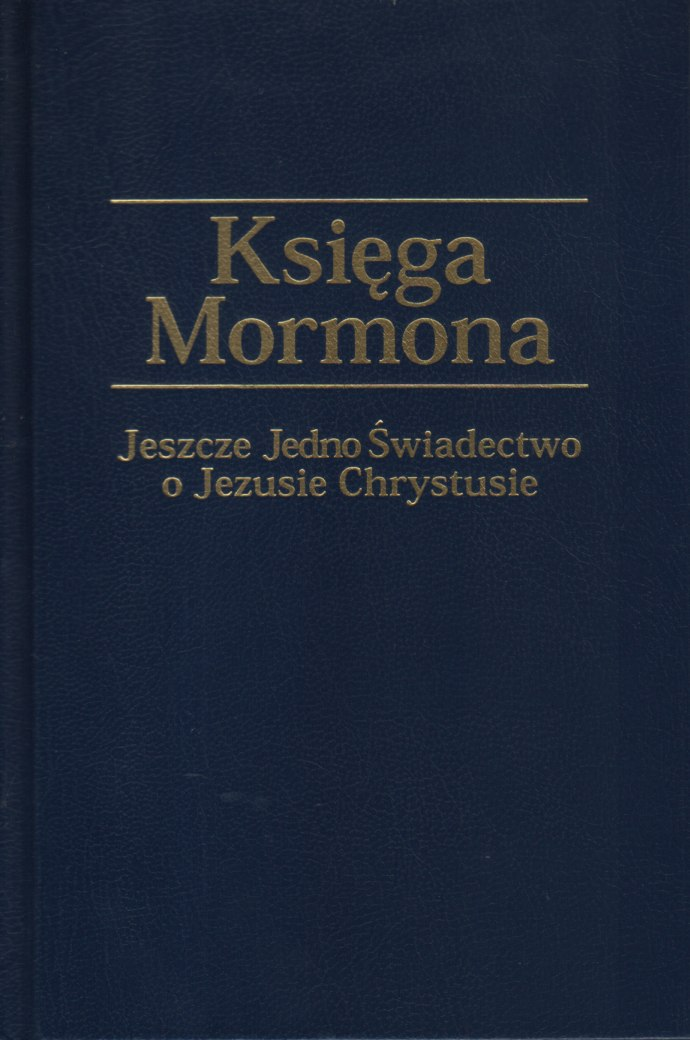
Księga Mormona, jedno z mormońskich pism świętych i jednocześnie źródło przekazu o mieście Teankum

Teankum (deseret 𐐓𐐀𐐈𐐤𐐗𐐊𐐣) – w wierzeniach ruchu świętych w dniach ostatnich (mormonów) jedno z nefickich miast. Informacje na jego temat zawiera Księga Mormona, jedna z części składowych mormońskiej świętej księgi. Leżało nad morzem, w pobliżu miasta Spustoszenie. Znane przede wszystkim ze swojej roli w końcowym okresie wojen neficko-lamanickich. Jest obiektem spekulacji mormońskich teologów, przewija się też w publikacjach krytycznych wobec tej tradycji religijnej.

## Wymowa nazwy
Wymowa nazwy tego miasta wzbudzała pewne zainteresowanie mormońskich badaczy. Została ona zresztą ujęta w przewodniku po wymowie, dołączanym do każdego egzemplarza anglojęzycznej wersji Księgi Mormona od 1981. Źródła wskazują generalnie niemniej na znaczną różnicę między wymową preferowaną i powszechną współcześnie, a tą z wczesnego okresu kolonizacji terytorium, jeżeli chodzi o wiele nazw i imion z Księgi Mormona. Nie ma takiej różnicy wszelako w przypadku Teankum. Pierwotna wymowa, zwłaszcza ta stosowana przez Josepha Smitha, ma pewne znaczenie w badaniach nazw własnych występujących w Księdze Mormona, choć, na gruncie mormońskiej teologii, nie jest w nich czynnikiem decydującym. Do ustalenia wymowy używanej przez Smitha wykorzystuje się między innymi wydanie Księgi Mormona w alfabecie deseret z 1869.
Istnieją wszelako relacje ludzi posługujących w procesie nazywanym przez świętych w dniach ostatnich tłumaczeniem Księgi Mormona, które rzucają światło na to, jak Smith pierwotnie radził sobie z nieznanymi słowami. Hugh Nibley, powołując się na relacje skrybów Smitha, stwierdził, że nigdy nie wymawiał on takich słów, zawsze poprzestając na ich przeliterowaniu. Ściśle na gruncie mormońskiej teologii nie próbuje się dociekać pierwotnej, jeredyckiej wymowy tegoż słowa, podobnie jak nie prowadzi się takowych rozważań wobec słów i nazw nefickich.
Również na gruncie mormońskiej teologii zauważa się inherentną problematyczność wymowy nazw i imion przynależnych do tej mormońskiej świętej księgi. Ma to wynikać z tego, że żadne z nich nie zostało przekazane Josephowi Smithowi ustnie, z wyjątkiem może imienia Moroniego, który wszak przedstawił się Smithowi w wizji. Z doktrynalnego punktu widzenia sposób w jaki bohaterowie Księgi Mormona wypowiadali te słowa pozostał nieznany pierwszemu mormońskiemu przywódcy.

## Na kartach Księgi Mormona
Na kartach Księgi Mormona pojawia się wyłącznie w czwartym rozdziale Księgi Mormona, w kontekście końcowej fazy konfliktu neficko-lamanickiego. Z zawartego w nim zapisu da się wyłuskać pewne informacje na temat jej położenia w ramach wewnętrznej geografii mormońskiej świętej księgi. Miało mianowicie leżeć w pobliżu morza oraz w pobliżu miasta Spustoszenie. Odegrało istotną rolę w opisywanych w tej części tekstu działaniach wojennych. Stanowiło schronienie dla nefickich uchodźców, który zdołali ujść z życiem po zdobyciu ziemi Spustoszenie przez Lamanitów w 363. W kolejnym roku było obiektem lamanickiego ataku odpartego przez siły nefickie. Padło ostatecznie łupem wojsk lamanickich na przełomie lat 366 i 367. Wielu jego mieszkańców zostało wziętych wówczas do niewoli, następnie zaś złożonych w ofierze czczonym przez Lamanitów bożkom. Komentarze wskazują, iż los ten spotkał głównie nefickie kobiety i dzieci. Nie jest pewne, czy neficcy mężczyźni broniący miasta zostali straceni na miejscu, czy zmuszono ich do oglądania rytualnych egzekucji ich rodzin w akcie psychologicznej tortury.

## W mormońskiej teologii
Istnienie Teankum nie znalazło potwierdzenia w źródłach zewnętrznych. Językoznawcy związani z Kościołem Jezusa Chrystusa Świętych w Dniach Ostatnich rozważali etymologię nazwy tego miasta. Wywodzili ją częściowo z języka hebrajskiego. W ściśle teologicznym sensie etymologia tego słowa jest niepewna, zdaje się wskazywać na jeredyckie, choć może nie w pełni, pochodzenie. Zainteresowanie Teankum nie ogranicza się wszelako do aspektów językoznawczych. Poszukiwania geograficznego umiejscowienia wydarzeń z Księgi Mormona, jakkolwiek mające tylko bardzo ogólną aprobatę doktrynalną ze strony władz naczelnych Kościoła, doprowadziły szereg mormońskich badaczy do przedstawienia własnych propozycji odnośnie do położenia Teankum. John Sorenson postulował, że odpowiada Pilapanowi, położonemu około 20 kilometrów od Minatitlán w meksykańskim stanie Veracruz. Joseph Allen umiejscawiał je w pobliżu dzisiejszego Acayucan, miasta, które uznawał za odpowiednik miasta Spustoszenie. Z kolei z map opracowanych przez Richarda Haucka można wysnuć wniosek, jakoby Teankum miało leżeć na północny zachód od dzisiejszego miasta Arriaga w meksykańskim stanie Chiapas.
Odnosząc się do zapisu o złożeniu wielu mieszkańców Teankum w ofierze lamanickim bożkom, John Sorenson zauważył, że można go powiązać z dowodami na ofiary z ludzi odnajdowanymi w Mezoameryce. Przywoływał przy tym jednak znaleziska archeologiczne z okresu późniejszego niż ten sugerowany przez wewnętrzną chronologię Księgi Mormona, z początku VII wieku. Nieco bliższy przyjętej w doktrynie chronologii był Sanders, wskazując na znaleziska archeologiczne z okresu między 450 a 550.

## W badaniach i krytyce Księgi Mormona
Przez badaczy niezwiązanych z mormonizmem Teankum jest uznawane za jeden z punktów wyjścia do wszechstronnej krytyki tej tradycji religijnej. Wysuwa się w tym kontekście przypuszczenie, jakoby Teankum miało wywodzić się w istocie od kanadyjskiego Tecumseh, zatem miejscowości w geograficznych ramach, z którymi Joseph Smith, twórca ruchu świętych w dniach ostatnich, musiał być zaznajomiony. Zarzut ten jest jednakże odrzucany przez mormońską apologetykę, która powołuje się przy tym na fakt, że wspomniana kanadyjska miejscowość nazwę tę otrzymała na długo po opublikowaniu Księgi Mormona (1830), bo dopiero w 1912.

## W mormońskiej kulturze
Niezależnie od spekulacji etymologicznych i teologicznych znalazło miejsce w mormońskiej kulturze. Pojawia się choćby w publikowanych przez Kościół materiałach o charakterze rozrywkowym i edukacyjnym, między innymi w magazynie Friend z października 1992.